# Croupes lacustres de la Baltique
 (novembre 2023).
Si vous disposez d'ouvrages ou d'articles de référence ou si vous connaissez des sites web de qualité traitant du thème abordé ici, merci de compléter l'article en donnant les références utiles à sa vérifiabilité et en les liant à la section « Notes et références ».
Les croupes lacustres de la Baltique sont un ensemble de collines d'Europe situés le long des littoraux baltes de l'Allemagne, de la Pologne, de l'oblast russe de Kaliningrad, de la Lituanie, de la Lettonie (collines de Vidzeme, collines d'Alūksne) et de l'Estonie (collines de Haanja, collines de Pandivere).
Ces collines sont essentiellement d'origine glaciaires, soulignant le front glaciaire de l'inlandsis qui recouvrait l'Europe du Nord au cours de la dernière glaciation. Ces reliefs ont permis la formation de nombreux lacs comme ceux de Poméranie orientale, de Mazurie ou encore le lac Peïpous.